# Klonowanie ludzi
Klonowanie ludzi – tworzenie genetycznie identycznej kopii jednostki ludzkiej lub w drugim znaczeniu, hodowanie wybranych tkanek ludzkich z pojedynczych komórek somatycznych. Termin klonowanie odnosi się w tym kontekście tylko do sztucznego powielania ludzi. Z technicznego punktu widzenia, naturalnie urodzone bliźnięta jednojajowe są klonami, można więc powiedzieć, że już obecnie ludzkość w ok. 0,2% składa się z klonów (ok. 10 milionów bliźniąt jednojajowych).
Sztuczne techniki klonowania ludzi, jak i podstawowe problemy techniczne, w zasadzie nie odbiegają od technik i problemów istniejących przy klonowaniu innych ssaków. Są one opisane w hasłach klonowanie i metody klonowania (techniki).

## Praktyczne powody aktualnych badań nad klonowaniem ludzi
Powody, dla których aktualnie prowadzi się badania nad klonowaniem ludzi, są następujące:
- nadzieje na otrzymanie naturalnych implantów (np. skóry) i organów do przeszczepu, które, dzięki temu, że będą identyczne genetycznie z tkankami chorego, nie będą odrzucane przez system immunologiczny;
- prowadzenie badań nad biochemicznym mechanizmem starzenia i możliwościami cofania lub zatrzymywania tego procesu;
- rozwijanie technik sztucznego zapłodnienia – umożliwiające urodzenie dziecka, które posiada geny przynajmniej jednego z rodziców;
- możliwość ponownego urodzenia noworodków, które są zdrowe genetycznie, ale zostały nieodwracalnie uszkodzone na skutek ciężkiego przebiegu ciąży lub porodu.

## Przyszłe możliwości klonowania ludzi
Skrajnymi, ale potencjalnie wykonalnymi celami technik klonowania ludzi są:
- produkcja dorosłych klonów w celu pozyskiwania z nich cennych organów do przeszczepów;
- produkcja klonów jako forma świadomego sterowania cechami potomstwa – np. zamiast rodzić „niepewne genetycznie” dzieci, można by mieć dziecko-klona – identycznego ze sobą samym lub innym członkiem rodziny, lub „zamówić” sobie dziecko – klona osoby obdarzonej szczególnymi talentami.

## Obecny stan badań nad klonowaniem ludzi

### Klonowanie embrionów w celach leczniczych
W 1998 r. naukowcy z Korei Południowej ogłosili, że udało im się sklonować ludzki embrion, ale rezultaty prac nie zostały nigdy opublikowane w żadnym poważnym czasopiśmie naukowym.
W listopadzie 2001 ukazała się publikacja w „Journal of Regenerative Medicine” autorstwa naukowców pracujących w amerykańskim przedsiębiorstwie Advanced Cell Technology, opisem sposobu otrzymania sklonowanego embrionu ludzkiego. Według wiceprezesa przedsiębiorstwa Roberta Lanzy, celem badań było uzyskanie komórek macierzystych (które nie są jeszcze zróżnicowane i z których potencjalnie można wyhodować każdy rodzaj tkanek ludzkich). Cel ten jednak nie został osiągnięty, ze względu na to, że embriony ginęły w bardzo wczesnej fazie rozwoju, po 2–3 cyklach podziału komórkowego.
W 2004 r. kolejna grupa badawcza z Korei Południowej, kierowana przez Hwang Woo-suka z Seoul National University, ogłosiła, że zdołała sklonować 30 ludzkich embrionów i utrzymać je przy życiu przez tydzień, a następnie z sukcesem uzyskać z nich znaczące ilości komórek pierwotnych. Badania te zostały opublikowane w prestiżowym czasopiśmie – „Science”. Rok później, dokładne sprawdzenie wyników zespołu Hwang Woo-suka wykazało, że badania te były sfałszowane i sklonowano nie człowieka, ale psa.
W styczniu 2008 grupa naukowców z kierowanego przez Samuela Wooda Stemagen Corporation w La Jolla opublikowała w czasopiśmie Stem Cells artykuł Development of Human cloned Blastocyst Following Somatic Cell Nuclear Transfer (SCNT) with Adult Fibroblasts, w którym poinformowali o uzyskaniu zarodków będących klonami dorosłych mężczyzn. Badania prowadzone pod kątem uzyskania komórek macierzystych, polegały na wprowadzeniu DNA pobranego z komórek skóry mężczyzn, do komórek jajowych, w miejsce DNA dawczyń. Uzyskano pięć zarodków, z których co najmniej jeden był genetycznie identyczny z dawcą DNA. Zarodki zostały zniszczone podczas badań, potwierdzających ich charakter klonów.

### Doniesienia o klonowaniu, które wyszło poza etap embrionalny
Jak dotąd brak jest wiarygodnych, dobrze udokumentowanych doniesień naukowych o klonowaniu ludzi, które faktycznie wyszły poza wczesny etap embrionalny.
Severino Antinori, kontrowersyjny naukowiec pochodzący z Włoch, ogłosił w listopadzie 2002 r., że udało mu się wyhodować sklonowany embrion ludzki, który następnie wprowadził do macicy kobiety-ochotniczki, której danych nie ujawnił, gdyż chciała ona zachować anonimowość. Poród klonu był zaplanowany na styczeń 2003, jednak z nieznanych przyczyn nigdy do niego nie doszło, Antinori nigdy nie wyjaśnił dlaczego.
W grudniu 2002 r. Clonaid, kontrowersyjne przedsiębiorstwo zarejestrowane w Las Vegas, finansowane przez równie kontrowersyjną sektę Raelian, która m.in. głosi, że życie na Ziemi zostało zapoczątkowane przez pozaziemską cywilizację, ogłosiło, że udało się jej sklonować człowieka. Przedstawiciele przedsiębiorstwa ogłosili, że wiedza o tym jak tego dokonać została im przekazana przez obcą cywilizację. Jako dowód na to, że rzeczywiście doszło do sklonowania, zaproponowali oni wykonanie testów genetycznych na rzekomym klonie – dziewczynce o imieniu Eve. Przedsiębiorstwo udostępniło zdjęcia i film wideo pokazujący dziewczynkę, jednak w momencie gdy kilka laboratoriów genetycznych zaproponowało wykonanie tych testów, przedsiębiorstwo odmówiło im dostępu do dziecka i nigdy nie ujawniła jej nazwiska, twierdząc, że jej rodzice odmówili zgody na ich wykonanie.
Clonaid mimo to wciąż się reklamuje w prasie, proponując klonowanie noworodków ze śmiertelnymi wadami porodowymi. Istnieje kilka małżeństw, które oficjalnie przyznały się, że zapłaciły przedsiębiorstwu 500 000 dolarów i obecnie oczekują w kolejce na wykonanie klonowania.
Panos Zavos, naukowiec pochodzenia greckiego, pracujący w Południowej Afryce, ogłosił, że 17 stycznia 2004 udało mu się otrzymać sklonowany dwutygodniowy embrion, który został wszczepiony do macicy 35-letniej kobiety. Jednakże embrion został odrzucony w macicy i kobieta nie zaszła w ciążę.

## Kwestie etyczne i społeczne
Genetyczne klonowanie ludzi jest często opacznie rozumiane jako kopiowanie identycznych pod każdym względem ludzi. Identyczność genetyczna nie jest równoważna całkowitej identyczności ludzi. Najlepszym przykładem są pary bliźniaków jednojajowych, które mimo posiadania identycznego genotypu, posiadają często bardzo różne osobowości. Klony będą miały to samo DNA, ale będą się wychowywały w różnych środowiskach i będą posiadały różne doświadczenia życiowe, które w różny sposób ukształtują ich osobowości.
W zasadzie, odpowiedź na pytanie na ile osobowości klonów będą do siebie podobne, wynika wprost z zagadnienia, w jakim stopniu cechy psychiczne ludzi są determinowane genetycznie, a w jakim środowiskowo. Aktualnie zagadnienie to stanowi pole ciągłych dyskusji i badań.
Jakkolwiek technicznie sztuczne ludzkie klony nie różniłyby się niczym od bliźniaków jednojajowych, klonowanie prowadzące do tworzenia dorosłych jednostek ludzkich rodzi szereg problemów etycznych, prawnych, religijnych i społecznych.

## Zagadnienia prawne
Aktualnie w większości krajów wysoko uprzemysłowionych istnieje zakaz prowadzenia badań nad klonowaniem ludzi w celu ich powielania, zezwalają one jednak, w mniejszym lub większym stopniu, na badania z klonowaniem tkanek i embrionów ludzkich w celach medycznych.
W wielu krajach, ze względu na to, że sprawa ta zaistniała stosunkowo niedawno, nie ma jeszcze żadnych regulacji prawnych na ten temat.
Karta praw podstawowych Unii Europejskiej zabrania klonowania ludzi w celach reprodukcyjnych (art. 3).
W USA kilkakrotnie (w 1998, 2001 i 2003) rząd, z inicjatywy prezydenta Busha, próbował przeforsować w Kongresie ustawę o całkowitym zakazie jakiegokolwiek klonowania ludzi i ich tkanek. Za każdym razem jednak ustawa była odrzucana przez Senat. Powoduje to, że każdy ze stanów USA może uchwalać własne prawo w tym zakresie. Część stanów (zazwyczaj tych, w których legislaturach stanowych większość ma Partia Republikańska) wprowadziła pełny zakaz klonowania, z kolei inne mają mniej lub bardziej liberalne prawo w tym zakresie. W Nevadzie nie istnieją żadne regulacje w tej dziedzinie, co powoduje, że wszystkie przedsiębiorstwa zajmujące się badaniami nad klonowaniem ludzi (takie jak np. Clonaid) mają siedziby właśnie tutaj.
Rząd USA wprowadził zakaz finansowania jakichkolwiek badań nad klonowaniem ludzi ze środków federalnych, a także prowadzenia takich badań w ośrodkach badawczych znajdujących się pod kontrolą władz federalnych.
W Wielkiej Brytanii w styczniu 2001 rozpoczęto debatę parlamentarną mającą na celu określenie zasad klonowania embrionów ludzkich w celach medycznych (Human Embryology Act). Debata ta skończyła się formalnym odrzuceniem ustawy, ze względu na wygranie procesu przez grupę parlamentarzystów w Sądzie Najwyższym, który dopatrzył się luki prawnej, mogącej doprowadzić do legalizacji klonowania w celach reprodukcji ludzi. Poprawiona ustawa została jednak ponownie skierowana przez rząd Blaira do parlamentu i została ostatecznie przegłosowana w marcu 2002. Human Embryology Act dopuszcza wykonywanie eksperymentów nad klonowaniem tkanek i embrionów w celach medycznych, pod warunkiem zatwierdzenia programu badań przez specjalną komisję etyczną. Jak dotąd jedyne pozwolenie na tego rodzaju badania udało się uzyskać badaczom z University of Newcastle 11 sierpnia 2004.
W Rosji 20 maja 2002 r. uchwalono ustawę o przejściowym zakazie klonowania ludzi. Zakaz upłynął po 5 latach. Ustawa z 29 marca 2010 r. ponowiła zakaz  mający obowiązywać do wejścia w życie ustawy, ustanawiającej procedurę stosowania biotechnologii w tym zakresie. W grudniu 2010 r. powstał projekt ustawy zakazującej klonowania ludzi bez ograniczeń czasowych.
Konstytucja Serbii z 2006 r. zabrania klonowania ludzi w art. 24.
W ONZ w 2001 r. rozpoczęła się debata na temat wprowadzenia ogólnoświatowego traktatu ustalającego zasady prowadzenia badań nad klonowaniem ludzi. Debata ta została rozpoczęta formalnie z inicjatywy rządu Kostaryki, choć w rzeczywistości najbardziej zainteresowany jest nią rząd USA, który zdaniem Lawrence’a Goldsteina, profesora medycyny molekularnej z University of California, San Diego, namówił rząd Kostaryki do jej rozpoczęcia. Rząd USA nie mógł formalnie rozpocząć tej debaty, gdyż w samym USA kwestia ta nie jest wciąż jasno uregulowana.
Jak dotąd debata ta nie zakończyła się żadnymi konkluzjami, ze względu na liczne kontrowersje i brak konsensusu. Żaden z dwóch projektów traktatu – kostarykańsko-amerykański, zakazujący całkowicie jakichkolwiek badań nad klonowaniem ludzi i belgijski, dopuszczający badania nad klonowaniem w celach medycznych, nie miały szansy uzyskać akceptacji wszystkich państw i zostały ostatecznie odłożone ad acta. W 2005 r. Zgromadzenie Ogólne ONZ powzięło jedynie uchwałę wzywającą do zakazu wszelkiego klonowania ludzi, zarówno w celach reprodukcyjnych jak i terapeutycznych.
Podobnie wezwanie zawiera Powszechna Deklaracja o Genomie Ludzkim i Prawach Człowieka uchwalona 19 października 2005 r. podczas 33 sesji Konferencji Generalnej UNESCO w art. 11. Światowa Organizacja Zdrowia uznała klonowanie reprodukcyjne za niedopuszczalne.
Pierwszy protokół dodatkowy do Konwencji o prawach człowieka i biomedycynie otwarty do podpisu w Paryżu 12 stycznia 1998 r., obowiązujący od 1 marca 2001 r. zabrania klonowania istot ludzkich.
W Polsce Ustawa o leczeniu niepłodności głosi w art. 87: za tworzenie zarodka, którego informacja genetyczna w jądrze komórkowym jest identyczna z informacją genetyczną w jądrze komórkowym innego zarodka, płodu, człowieka, zwłok lub szczątków ludzkich grozi kara pozbawienia wolności od 6 miesięcy do lat 5.